# Cyathea cnemidaria
Cyathea cnemidaria är en ormbunkeart som beskrevs av Lehnert. Cyathea cnemidaria ingår i släktet Cyathea och familjen Cyatheaceae. Inga underarter finns listade.